# 防府西インターチェンジ
防府西インターチェンジ（ほうふにしインターチェンジ）は、山口県防府市大崎にある山陽自動車道のインターチェンジである。
山口JCT方面出入口のみのハーフインターチェンジとなっており、隣接する防府東ICと対になっている。両ICを合わせて「防府東西IC」のように表記されることがある。

## 歴史
- 1987年（昭和62年）12月4日：防府東IC - 山口JCT間開通に伴い、供用開始[3]。

## 周辺
- 三田尻港

## 接続する道路
- 国道2号

## 隣
E2 山陽自動車道
(39)防府東IC - (40)防府西IC - 佐波川SA - (41)山口南IC